# Mehr (Kranenburg)
Mehr ist ein Ortsteil der Gemeinde Kranenburg im Kreis Kleve, Nordrhein-Westfalen. Das Dorf hat ca. 500 Einwohner (Stand: 2018). Mehr wurde am 1. Juli 1969 nach Kranenburg eingemeindet. Es hat seinen Namen von einem im 13. Jahrhundert trockengelegten Binnensee. Die Uferböschungen sind heute noch links und rechts vom Tutweg sichtbar.

## Geschichte
Die älteste urkundliche Erwähnung von Mehr resultiert aus dem Jahr 720/21. Im Mittelalter und in der Frühen Neuzeit gehörte Mehr zum Amt Düffel, das erst zur Grafschaft Geldern, später zur Grafschaft Kleve gehörte.
Am 1. Juli 1969 wurde Mehr nach Kranenburg eingemeindet. Seit dem Anschluss an die Kanalisation 1995 wurden neue Bauplätze ausgewiesen.

## Schule
Bereits im 17. Jahrhundert gab es in Mehr eine Schule. Die davon noch bestehenden Gebäude sind ein Klassenraum mit Lehrerwohnung aus 1909 (heute "Vereinshaus Alte Schule"), weitere Unterrichtsräume wurden 1961 angebaut. Hierin befindet sich das Pfarrheim St. Martinus Mehr. Anfang der 1990er Jahre wurde das heutige Vereinshaus um einen großen Festsaal mit Bühne erweitert.

## Sehenswürdigkeiten

### Kirche St. Martinus
Die römisch-katholische St-Martinus-Kirche wurde erstmals im Jahr 1290 urkundlich erwähnt. Die aktuelle Bausubstanz stammt größtenteils aus dem 15. Jahrhundert, nur die beiden unteren Geschosse des Turms sind älter. Im 19. Jahrhundert wurden bauliche Erweiterungen an der Kirche vorgenommen. Die Pfarre wurde 2005 mit St. Antonius Abbas Nütterden fusioniert.

### Windmühle
Die Mehrer Mühle wurde um 1840 gebaut. Bis zu den Zerstörungen im Zweiten Weltkrieg hat sie noch mit Windkraft gemahlen. 1971 wurde sie für Jugendferienaufenthalte eingerichtet, befindet sich jedoch seit einigen Jahren in Privatbesitz und wird als Wohngebäude genutzt.

### Haus Zelem
Die Bausubstanz des Hauses Zelem (auch Zelhem geschrieben) stammt aus dem 15. Jahrhundert.

## Einzelnachweise

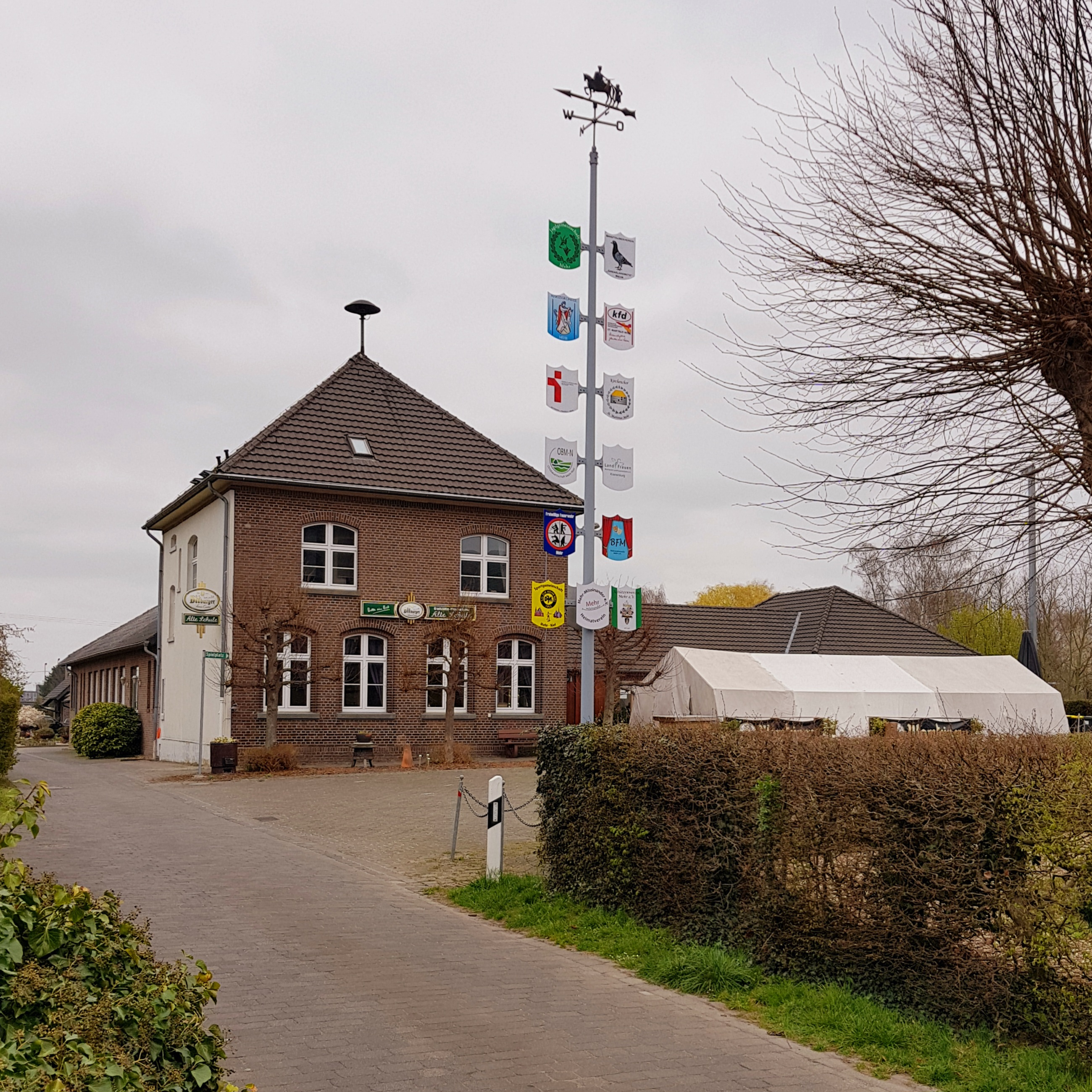
Alte Schule und Dorfplatz mit Vereins-Wappenbaum

## Vereine
- Turbojugend Mehr
- Sportverein DJK Mehr-Niel e. V.
- Schützenverein Mehr e. V.
- Bühnenfreunde Mehr e. V.
- Kirchenchor Mehr
- Martinskomitee Mehr
- FF-Löschgruppe Mehr
- Mehr-Miteinander e. V.